# Seredžius
Seredžius (yiddish סרעדניק Srednik ; Samogitien : Seredius ; russe : Средники ; polonais : Średniki) est un village de Lituanie situé sur la rive du Niémen proche du point de confluence avec la Dubysa. La population est de 749 habitants (2001).

## Toponymie
Le nom Yiddish סרעדניק (Srednik), provient des noms polonais et russe Średniki et Средники (Sredniki). Le nom Seredžius semble venir du mot середа sereda, un mot signifiant « mercredi » dans les langues slaves, probablement car il s'agissait du jour du marché qui s'y tenait.

## Histoire
Au sud-est de la ville des archéologues trouvent des tombes des IIIe et IVe siècles. 
Le village possède un grand castro, attaqué plusieurs fois par les chevaliers Teutoniques fin XIIIe et début XIVe siècle. Une légende veut que des nobles de l'Empire romain s'installent sur le lieu pour y établir le grand-duché de Lituanie. Après la bataille de Grunwald, le site perd son utilité militaire et devient propriété privée de la famille Sapieha. Ils construisent la première église catholique du village de 1608 à 1612 qui sera détruite en 1829 lors d'un glissement de terrain.
Avant la Seconde Guerre mondiale, la ville comptait une population juive importante. En 1900, lorsque la ville était sur le territoire de l'Empire russe, la population juive était de 1 174 personnes. Le 4 septembre 1941, 193 habitants juifs sont assassinés par un einsatzgruppen lors d'une exécution de masse : 6 hommes, 61 femmes et 126 enfants.

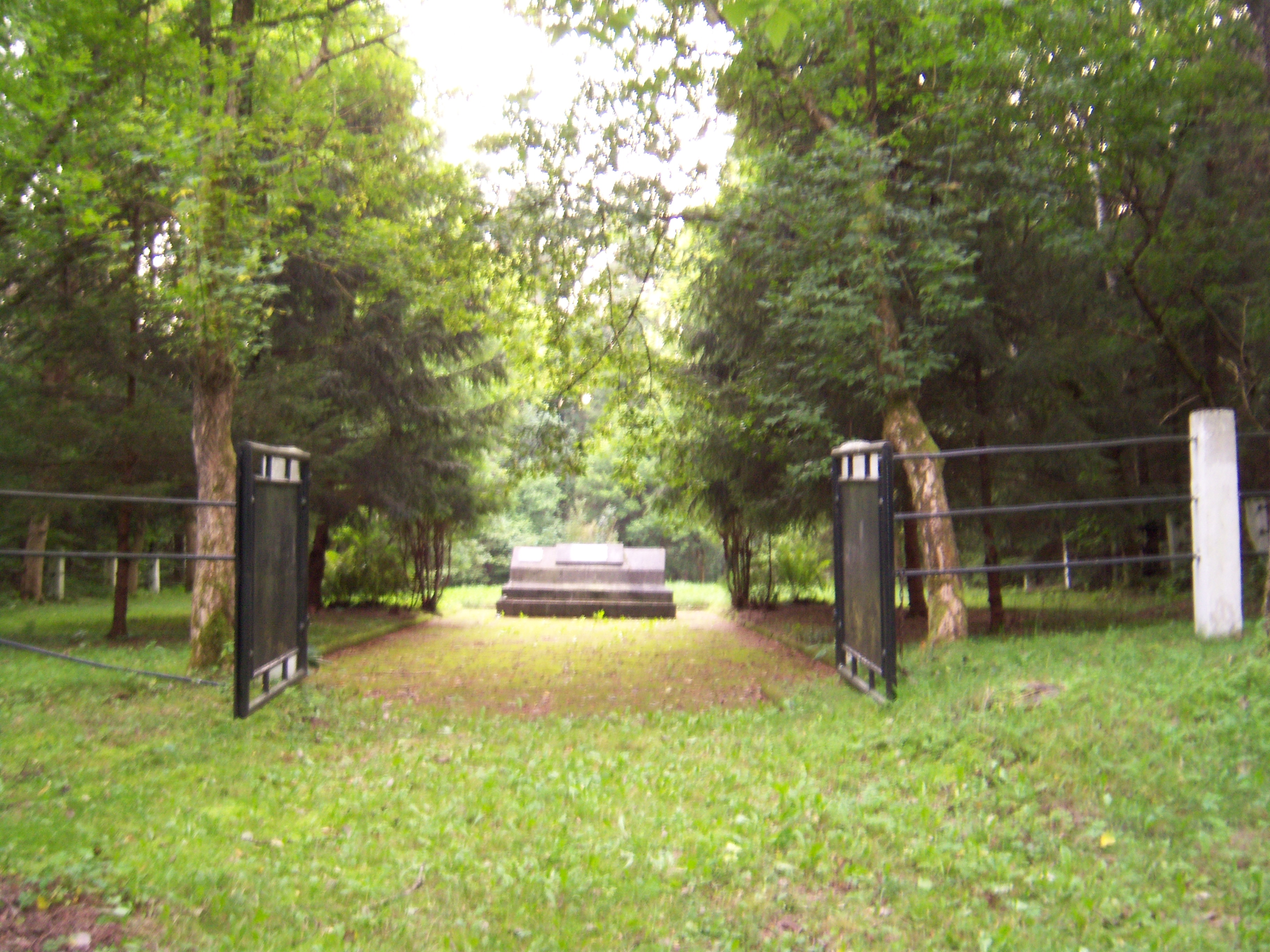
Monument commémorant les 3 500 victimes des exécutions de masse des villages de Vilkija, Veliuona, Seredžius et Raudonė dans la forêt proche de Jaučakiai.

## Personnalité
Seredžius est le lieu de naissance du chanteur et comédien Al Jolson, né en 1886 sous le nom d'Asa Yoelson.